# Marcelo Celayeta
Marcelo Celayeta Esparza (Riezu, 19 de noviembre de 1867 - Pamplona, 1 de mayo de 1931), sacerdote y benefactor; fue párroco de San Lorenzo de Pamplona, y sensible a la situación en que se encontraban que vivían en la Rochapea, en esos años unas pocas casas en un llano junto al río Arga, fundó en aquella zona unas Escuelas del Ave María, junto a ellas construyó en 1914 una pequeña iglesia con el mismo título de Ave María, que sería después la Parroquia del Salvador.

## Biografía
Marcelo Celayeta Esparza nació 19 de noviembre de 1867 en Riezú. una pequeña población del Valle de Yerri (Navarra), estudio en el seminario de Pamplona, siendo ordenado sacerdote en 1889 y párroco de San Miguel, de Aoiz (Navarra). En la Universidad Pontificia de Toledo, se doctoró en Teología en 1894, y el siguiente año en Derecho Canónico. En 1904 fue nombrado párroco de San Lorenzo, de Pamplona, era reciente en ese momento la modificación de la fachada de la iglesia, realizada en 1903 según el diseño del arquitecto Ansoleaga. El nuevo párroco acometió en 1906 considerables obras de decoración en la nave, bajo la dirección del arquitecto Ängel Goicoechea En las reformas el párroco atendió también la comodidad de los feligreses dotando a la iglesia de calefacción y de bancos con reclinatorios; recupero además para la parroquia las galerías de la capilla de San Fermín, que el Ayuntamiento había cedido para su uso como Archivo Notarial. Fundó y dirigió las Escuelas del Ave María en la Rochapea.
Falleció en Pamplona, el 1 de mayo de 1931. El Ayuntamiento de Pamplona, en reconocimiento de la labor realizada con las escuelas que fundó en Rochapea, le dedicó la avenida que recorre de este a oeste el barrio, y en la que se sitúa la iglesia de la parroquia de San Salvador, el templo que construyó Marcelo Celayeta.

## Escuelas del Ave María en Rochapea
En los terrenos de la parroquia de San Lorenzo se incluía una amplia zona situada junto al río Arga, conocido como la Rochapea, por situarse a los piés de La Rocha, antigua torre de defensa de la ciudad. Allí vivían algunas familias, labradores en los huertos de la zona, los ferroviarios de las estaciones del Norte y Plazaola, y los que trabajaban en algunas industrias relacionadas con el río: curtidores, jaboneros, harineros, etc. Los hijos de esas familias no disponían de escuelas cercanas, debiendo subir a las públicas de Pamplona, o la que tenía abierta una maestra en Errotazar. Preocupado por esta situación, Marcelo Celayeta tuvo conocimiento de la iniciativa docente que Andrés Majón, un sacerdote y pedagogo, llevaba adelante en el Sacromonte de Granada; se trasladó a esa ciudad para visitarlo conocer de primera mano las Escuelas del Ave María, fundadas y dirigidas por Manjón. Tras ese viaje, decide iniciar algo similar en la Rochapea, envía a Granada  un maestro y una maestra para que se fomen en el método pedagógico que se usa en esas escuelas. En 1915 se pone la primera piedra de la furura Escuela de Ave María en Chantrea, y el 2 de abril d 19016 se inauguran la escuela construida por el arquitecto Goicoechea. 
La promoción de las Escuelas fue posible por la colaboración de numerosas personas, impulsadas por Marcela Celayeta, contando también con el apoyo del Ayuntamiento: Por otra parte, él cuidaba que las escuelas mantuviesen el método pedagógico original, las clases -salvo cuando el clima no lo permitía- se tenían al aire libre, el canto y los juegos desempeñaban un papel imporante en la enseñanza. Pronto se formó una banda de música; y se tenían funciones de teatro representadas por los propios alumnos. En los comienzos, en 1956, había tres aulas de Niños y 3 de Niñas; llegando a disponer en 1935 de once unidadas: cinco de NIños, 5 de Niñas y una mexta de párvulos. Cuando falleció su fundador las Escuelas estaban plenamente consolidadas, y su actividad se mantuvo, en 1957 se tranformaton en Escuelas Públicas. una de Niños y otra de Niñas.

## Labor parroquial
La pedagogía de sus Escuelas del Ave María, informaron también su labor como párroco. Organizaba la catequesis con juegos, y representaciones teatrales. Mantuvo una hoja dominical que tituló "La parroquia y la escuela"; que utilizaba para animar la vida parroquial, recogiendo sus experiencia y propuestas en su libro El cristiano en su parroquia" (1911), reditado cuatro veces.
|                                                       |
| Iglesia de El Salvador, antigua Iglesia del Ave María |

|                                            |
| Placa en agradecimiento a Marcelo Celayeta |

|                                       |
| Rótulo de la Avanida Marcela Celayeta |

|                                                                     |
| Colegio Público en el lugar que ocuparon las Escuelas del Ave María |